# Michael Walter
Michael Walter (Pirna, RDA, 12 de marzo de 1959–6 de agosto de 2016) fue un deportista de la RDA que compitió en luge en la modalidad individual.
Ganó dos medallas en el Campeonato Mundial de Luge, oro en 1985 y plata en 1981, y dos medallas en el Campeonato Europeo de Luge, plata en 1988 y bronce en 1986.
Participó en dos Juegos Olímpicos de Invierno, ocupando el cuarto lugar en Sarajevo 1984 y el quinto en Calgary 1988, en la prueba individual.

## Palmarés internacional
| Campeonato Mundial | Campeonato Mundial    | Campeonato Mundial | Campeonato Mundial |
| Año                | Lugar                 | Medalla            | Prueba             |
| ------------------ | --------------------- | ------------------ | ------------------ |
| 1981               | Hammarstrand (Suecia) | Medalla de plata   | Individual         |
| 1985               | Oberhof (RDA)         | Medalla de oro     | Individual         |
| Campeonato Europeo |                       |                    |                    |
| Año                | Lugar                 | Medalla            | Prueba             |
| 1986               | Hammarstrand (Suecia) | Medalla de bronce  | Individual         |
| 1988               | Königssee (RFA)       | Medalla de plata   | Equipo             |